# YH-32黃蜂直升機
YH-32黃蜂直升機（英語：Hornet)（公司名稱HJ-1）是希勒飛機公司在1950年代初製造的超輕型直升機。HJ-1的大黃蜂版本則是之後為美國陸軍和美國海軍製造的軍用版本。

## 發展

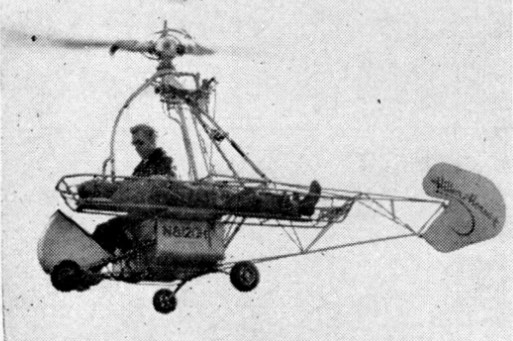

Hiller HJ-1黃蜂是早期航空產業探索衝壓引擎與直升機時，結合而出的產物。在此之前，曾有使用脉冲喷气式发动机的XH-26噴射吉普直升機。HJ-1葉片上的沖壓噴射發動機傾斜旋翼推動旋翼，並讓飛機前進。與傳統的直升機不同，這種機械簡單的設計不需要尾槳。
不幸的是，直升機旋翼葉片的葉尖速度是亞音速的，並且由於進氣道的壓縮比較低，沖壓發動機在亞音速下效率低。因此，黃蜂直升機具有油耗高、航程差的問題。此外，該機的平移速度較低，沖壓引擎尖端噪音極大。在斷電的情況下，由於沖壓發動機引擎吊艙的阻力，自轉會變得困難。
HJ-1的美國陸軍版本編號為YH-32，美國海軍版本編號則為XHOE-1。 1957年，兩架YH-32改裝成武裝版本，並命名為YH-32A。所有玻璃纖維駕駛艙整流罩都被拆除，尾部也進行改造。該機測試的成功證明了畦作爲武器載台的可能性。但由於性能有限，沒有進一步的改裝或訂購計畫。
黃蜂直升機具有超過同架別的運輸能力，在軍事用途也具有一定價值。但如同相似設計的H-26，該機也具有噪音大、航程差、沖壓發動機火焰夜間能見度高等致命問題，因此未能獲得訂單。

## 型號

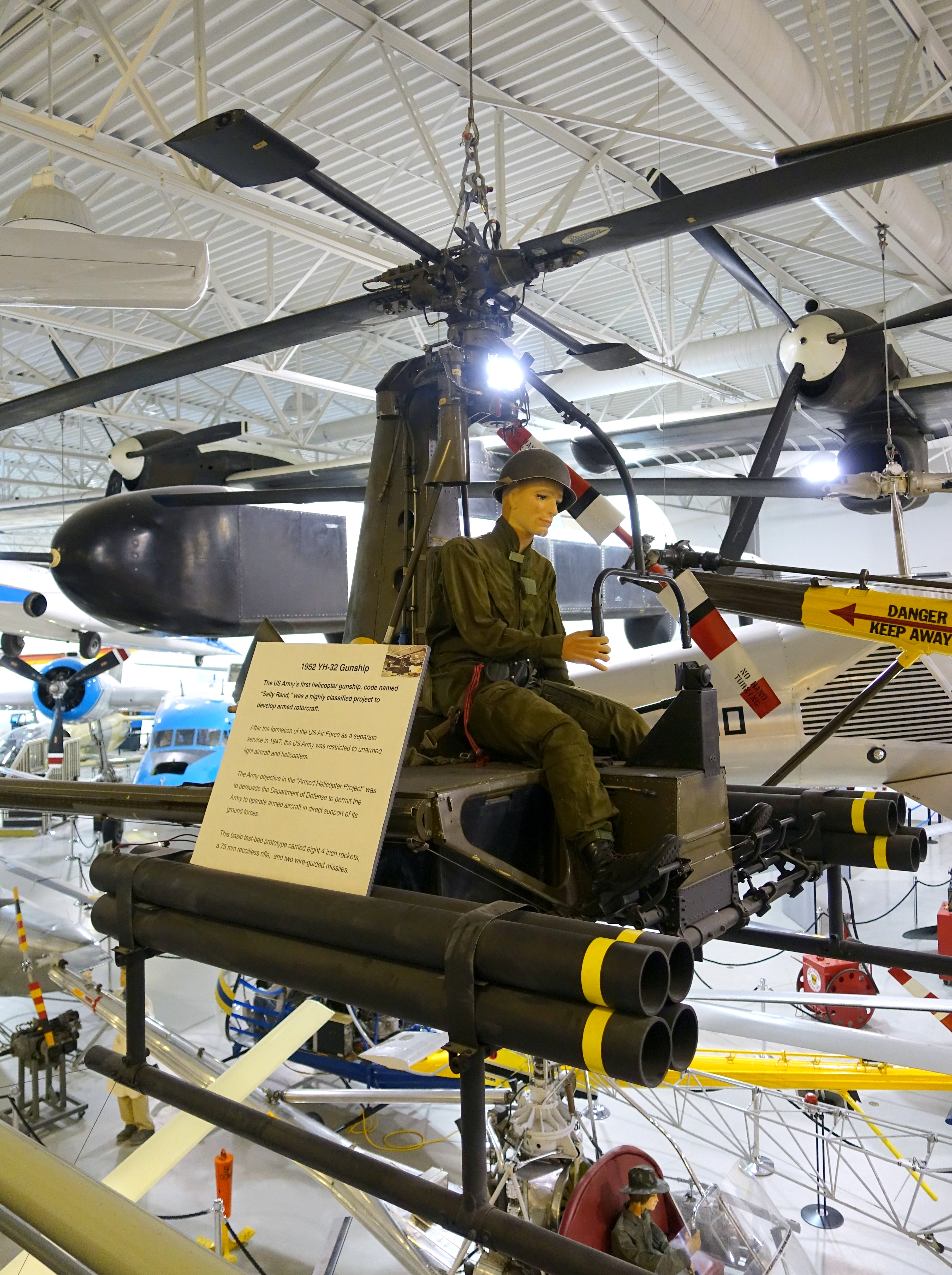
展示於希勒航空博物館武裝直升機版本"Sally Rand"

HJ-1
公司版本，共1架原型機
YH-32
美國陸軍的版本，共14架（2架原型機和12架量產機）
YH-32A
兩架改裝成武裝直升機版本的YH-32
XHOE-1
3架於1951年接受海軍評估的HJ-1

### 書目
- Andrade, John. U.S. Military Aircraft Designations and Serials since 1909. Hinckley, UK: Midland Counties Publications, 1979. ISBN 0-904597-22-9.
- Apostolo, Giorgio. The Illustrated Encyclopedia of Helicopters. New York: Bonanza Books, 1984. ISBN 0-517-439352.
- Display information at Museum of Flight in Seattle, Washington.
- Flight page 725 （页面存档备份，存于） 2 November 1956

## 外部連結
- Hiller Aviation Museum: The First 100 Years of Aviation
- National Air and Space Museum Hiller HOE page
- Video of Hiller HJ-1 Hornet hovering （页面存档备份，存于）